# Maas van Beek
Maas van Beek (Barneveld, 31 december 1955) is een Nederlands wielrenner en houder van het  werelduurrecord achter de derny met 66,639 kilometer verreden op 24 oktober 2012 in Moskou.
Op 21 mei 2010 reed Van Beek in Moskou de door de UCI erkende beste werelduurprestatie achter de derny van 66,288 kilometer. Van Beek won in 1990 als voorrijder van de visueel gehandicapte Jan Mulder de wereldtitel op de tandem.

## Onofficieel record
Het uurrecord dat Van Beek in 2009 in Moskou reed, werd door de UCI niet erkend, omdat zijn fiets niet aan de voorwaarden voldeed. Sinds Chris Boardman het werelduurrecord verbrak op een zogenaamde futuristische fiets, heeft de UCI gesteld dat een rijwiel voor het uurrecord technisch vergelijkbaar moet zijn aan de fiets waarmee in 1972 door Eddy Merckx werd gereden. Met een moderne fiets wordt het werelduurprestatie genoemd. Bij records achter de derny spreekt de UCI altijd van werelduurprestatie. Men dient echter wel op een klassieke fiets te rijden.

## Nieuw UCI werelduurrecord behind derny
In 2012 deed Van Beek – op 56-jarige leeftijd – opnieuw een aanval op de beste werelduurprestatie achter de derny. Bij een eerste poging op 24 oktober 2012 kreeg hij materiaalpech, de ketting van zijn fiets liep eraf. Een dag later brak hij wel zijn eigen record, dat daarmee op 66.639 meter kwam. Dit record werd door de UCI op 26 november 2012 erkend.